# Friedreich-Ataxie
Die Friedreich-Ataxie (Morbus Friedreich) ist eine degenerative Erkrankung des zentralen Nervensystems. Erste Symptome zeigen sich meist vor dem 25. Lebensjahr. Die Krankheit verläuft progredient, wobei ihre Symptomatik über Jahre stabil bleiben kann. Diese umfasst vielfältige neurologische, psychische, orthopädische und kardiologische Symptome.
Die Friedreich-Ataxie wurde nach dem deutschen Pathologen, Internisten und Neurologen Nicolaus Friedreich benannt, der die Krankheit erstmals 1863 in Heidelberg dokumentierte.

## Epidemiologie
In Mitteleuropa tritt die Friedreich-Ataxie bei durchschnittlich einem von 50.000 Neugeborenen auf. Sie ist vergleichsweise häufig und macht etwa die Hälfte aller Heredoataxien (erblichen Formen der Ataxie) aus. Schätzungen zufolge leben in der Bundesrepublik Deutschland rund 1.500 Menschen mit Friedreich-Ataxie.

## Genetik
Die Friedreich-Ataxie zählt zu den autosomal-rezessiven Erbkrankheiten. Entsprechend liegt die Wahrscheinlichkeit bei 25 Prozent, dass ein Kind zweier heterozygoter Anlageträger die Krankheit erbt. Die Häufigkeit heterozygoter Anlageträger wird auf 1:60 bis 1:120 eingeschätzt.
Das zugehörige Gen FXN wurde erstmals 1988 durch die Arbeitsgruppe um Susan Chamberlain lokalisiert. Seit 1996 ist eine molekular-genetische Untersuchung möglich. FXN  liegt auf Chromosom 9 (Genlocus: 9q13-21.1) und codiert für das in den Mitochondrien lokalisierte Protein Frataxin. Andere Genloci können bei Mutation die Symptomatik der Ataxie imitieren, beispielsweise das Gen FRDA2 (Genlocus: 9p23-p11).
Im Bereich des ersten Introns des Gentranskripts liegt die Trinukleotid-Repeat-Expansion eines GAA-Tripletts vor; übersteigt die Anzahl dieser Repeats 82 Wiederholungen, so wird die Krankheit hervorgerufen. Häufungen zwischen 40 und 82 Wiederholungen (Prämutationen) tragen die Gefahr einer Friedreich-Ataxie in folgenden Generationen mit sich. Die durch die übermäßige Expansion verlängerte prä-mRNA verhindert ein effektives Splicing; das erforderliche Protein kann dann nicht korrekt hergestellt werden.
Weitere Mutationen des Gens – beispielsweise Punktmutationen – sind möglich; hinsichtlich deren Häufigkeit und der Wahrscheinlichkeit, die Krankheit auszulösen, liegen umfangreiche Dokumentationen vor.

## Ursache
Aufgrund verschiedener Studien wird angenommen, dass die Friedreich-Ataxie eine Folge oxidativen Stresses ist, der durch Eisen-Überschuss ausgelöst wird. Durch Beobachtung verschiedener Hefezellen lässt sich bestätigen, dass der hier wirkende Mechanismus bereits früh-evolutionär auftritt. Zudem wurden bei den Hefen die gleichen Mutationen nachgewiesen.
Es lässt sich ein erhöhter Eisen-Spiegel feststellen, eine Muskel-Biopsie ergibt histologisch einen erhöhten Eisen-Anteil.
Das Protein Frataxin steuert den Eisen-Stoffwechsel innerhalb der Mitochondrien der Zelle. Infolge der Mutation bei den Erkrankten ist das Frataxin nicht in der Lage, den Vorgang in ausreichendem Maße zu bewältigen. Innerhalb der Mitochondrien bilden sich durch freie Eisenionen reaktive Sauerstoffspezies (ROS).

## Pathologie
Die Friedreich-Ataxie ist durch eine progressive Sklerose der Hinterstrangbahnen und der Leitungsbahnen zwischen Rückenmark und Kleinhirn gekennzeichnet. Daneben können Degenerationen der Pyramidenbahn und der Kleinhirnrinde sowie von Herzmuskelzellen vorliegen.

## Symptomatik
Die Friedreich-Ataxie manifestiert sich üblicherweise sehr früh im Leben. Die Krankheit beginnt harmlos und setzt sich progredient fort; sie wird oft jahrelang nicht erkannt. Schon früh tritt eine Ataxie und einhergehend Störungen der Sensibilität auf, die – wenn überhaupt – unbewusst wahrgenommen werden; Eltern berichten hier häufig über einen auffälligen „Pinguin-Gang“ als auffälligstes Symptom.
Das Spektrum der Symptome umfasst:
- Störungen des Nervensystems (neurologische Symptome): Ataxie, Verlust von Oberflächen- und Tiefensensibilität, Dysarthrie, Spastiken, Nystagmus, Schluckbeschwerden, Harnblasen- und Mastdarmentleerungsstörungen
- Störungen des Bewegungsapparates (orthopädische Symptome): Skoliose in 90 % der Betroffenen und Kyphoseskoliose in 60 %[2], Pes cavus (Hohlfuß, auch „Friedreich-Fuß“ genannt), Friedreich-Hand
- Psychiatrische Auffälligkeiten: präsenile Demenz, generalisierte Wesensveränderungen
- Sonstige Symptome wie eine hypertrophe Kardiomyopathie, Diabetes mellitus, Einschränkungen des Hörvermögens, Sehnerv-Atrophie

Für Menschen mit Friedreich-Ataxie ist häufig die Kardiomyopathie lebenslimitierend.
Die eindeutige Diagnose anhand dieser Symptome gestaltet sich schwierig, weil die oben genannte Befundkonstellation mit anderen neurologischen Störungen verwechselt werden kann. Oft bietet eine molekulargenetische Untersuchung letzte Sicherheit. An zusätzlichen Untersuchungen sind deshalb heute invasive Eingriffe wie Muskelbiopsie oder Lumbalpunktion entbehrlich geworden. Im Zweifel sollten laborchemisch jedoch durch eine Blutentnahme die Muskel- und Leberenzyme und zur Abgrenzung der Vitamin-E-Mangel-Ataxie und von der Ataxia teleangiectatica der Vitamin-E-Spiegel und das Alpha-1-Fetoprotein (AFP) im Blutserum bestimmt werden.

### Laufende Symptomatik
Durch die laufende Beobachtung können ggf. frühzeitige Therapien begonnen werden und die Verschlechterung dieser Folgezustände verhindern. Empfohlen werden deswegen
- laufende neurologische Betreuung,
- jährliche kardiologische und internistische Kontrollen,
- wenigstens zweijährige ophthalmologische Kontrollen,
- Kontrollen bei weiteren Fachärzten bei Bedarf, jedoch dann unverzüglich, und
- regelmäßige Maßnahmen zur medizinischen Rehabilitation.

### Denkvermögen, präsenile Demenz und Wesensveränderungen
Die Verschlechterung des Denkvermögens, das Auftreten einer präsenilen Demenz und zunehmende Wesensveränderungen gehören ausdrücklich nicht zu den primären Symptomen.
Schleichende Entwicklungen können durch die schwierige psychologische Situation und soziale Ausgrenzung begünstigt werden.

## Differentialdiagnose
Abzugrenzen ist u. a. die Vitamin-E-Mangel-Ataxie, das Charlevoix-Saguenay-Syndrom und das SANDO-Syndrom.

## Medikamentöse Therapie

### Verringerung von oxidativem Stress
Durch das frühe Abfangen der entstandenen freien Radikale wird der oxidative Stress verringert und die mitochondriale Funktion verbessert. Insoweit ist eine palliative Therapie mit Radikalfängern vielversprechend und im Labor bestätigt.
- Omaveloxolon: Das von Reata Pharmaceuticals entwickelte synthetische Oleanan-Triterpenoid Omaveloxolon wirkt über den Nrf2 (Nuclear factor (Erythroid-derived 2) related factor 2). Es aktiviert intrazelluläre und mitochondriale antioxidative Signalwege sowie weitere Signalwege, die die mitochondriale Biogenese (bspw. PGC-1α, peroxisome proliferator-activated receptor-gamma coactivator 1-alpha) und den Zellstoffwechsel weiter verbessern.[3]

Im Februar 2023 wurde Omaveloxon in den USA unter dem Namen Skyclarys zugelassen zur Behandlung der Friedreich-Ataxie bei Patienten ab 16 Jahren. Es ist die erste zugelassene medikamentöse Therapie.

Chemische Strukturformeln der Antioxidantien CoQ_{10}, Idebenon und Vatichinon im Vergleich

- Vatichinon (EPI-743, PTC-743) ist ein experimenteller Wirkstoff und wird von  PTC Therapeutics für verschiedene Erkrankungen entwickelt, darunter die Friedreich-Ataxie.[5][6][7]

- Coenzym Q10, CoQ10 oder kurz Q10 ist ein kleines lipophiles Molekül mit antioxidativer Wirkung. Ähnlich wie bei seinem Analogon Idebenon ist der therapeutische Nutzen von Q10 zur Besserung der Friedreich-Ataxie nicht endgültig erwiesen und die Studienlage den Energiestoffwechsel der Herz- und Skelettmuskulatur betreffend ist uneinheitlich. Es wird jedoch geschätzt, dass trotz der fehlenden Evidenz mindestens 50 % der FA-Patienten Q10-Präparate einnehmen.[5]

- Idebenon: Das Coenzym Q10-Analogon Idebenon war von 2004 bis 2011 in der Schweiz befristet zugelassen zur Behandlung der manifesten nicht dilatativen Kardiomyopathie bei Patienten mit Friedreich-Ataxie, um schon eine Therapie verfügbar machen zu können, bevor die für eine ordentliche Zulassung erforderliche Datenbasis vorlag. Weitere Studien ergaben jedoch keine eindeutigen Verbesserungen der Symptomatik bei Erkrankten im Vergleich zu Kontrollpersonen. Insgesamt bewertete die Schweizer Arzneimittelbehörde das Nutzen-Risiko-Verhältnis negativ.[8]

- EPO bzw. EPO-Analoga: von Erythropoetin war bekannt, dass es nicht nur die Bildung von Erythrozyten (rote Blutkörperchen) anregt, sondern auch eine neuroprotektive Wirkung hat. Zur Umgehung der übermäßigen Bildung roter Blutkörperchen und der Vorbeugung vor Autoimmunreaktionen wurde das Protein chemisch modifiziert (carbamoyliertes Erythropoetin, cEPO).[9] Mitte 2011 stellte der Entwickler, die dänische Firma Lundbeck, die Entwicklung von cEPO zur Behandlung der Friedreich-Ataxie nach Abschluss der Klinischen Phase IIa aufgrund nicht aussichtsreicher Studienergebnisse ein.[10]

### Histon-Deacetylase-Inhibitoren
Es gibt Hinweise darauf, dass durch die vorliegende Mutation die Ablesung (Transkription) des Gens für Frataxin erschwert wird, da durch Histon-Modifikationen der Zugang zur DNA behindert ist. Hemmstoffe (Inhibitoren) der Histon-Deacetylase (HDAC) können diese inaktivierend wirkenden Chromatinveränderungen teilweise aufheben und so eine  erhöhte Frataxin-Bildung ermöglichen.
- Histon-Deacetylase-Inhibtoren der Klasse 1 wie RG-2833 (RGFP-109; N-{6-[(2-Aminophenyl)amino]-6-oxohexyl}-4-methylbenzamid) zeigten im Maus-Modell sowie in ersten klinischen Studien eine Verbesserung der Transkription mit Anstieg des Gehalts an Frataxin in der Zelle.[11][12]

### Alternative Therapiestrategien
Alternative Therapiestrategien befassen sich derzeit mit der Unterstützung der Frataxinwirkung durch Stammzelltransplantation, Genübertragung oder den Ersatz von Frataxin.

## Weitere Therapien
Regelmäßige physikalische Anwendungen helfen, die orthopädischen Probleme zu mildern sowie einer Atrophie der Muskeln entgegenzuwirken. Weiterführende Ergotherapie wird empfohlen.
Zur Verbesserung der Aussprache, Schluck- und Atemfunktionen sollte eine logopädische Therapie erfolgen.
Die Verwendung von Gehhilfen dient zur Verbesserung der Lebensqualität.
Weitergehende Symptome wie Kardiomyopathie, Hohlfuß oder Kyphoskoliose sollten nach fachärztlicher Maßgabe behandelt werden. Bei chirurgischen Therapien empfiehlt sich die Einholung einer Zweitmeinung.

## Geschichte
Erstmals dokumentiert wurde die Friedreich-Ataxie 1863 in Heidelberg durch den Würzburger Nicolaus Friedreich. Der Ausdruck Ataxie (griechisch ataxia, Unordnung) beschreibt allgemein unkoordinierte Bewegung der Muskeln und Gleichgewichtsstörungen. Hier tritt das Symptom so in den Vordergrund, dass die Erkrankung auch danach benannt ist. Mit seinen klinischen Untersuchungen hat Nikolaus Friedreich die Krankheit aus der bis dahin allgemein gefassten Gruppe der ataktischen Erkrankungen hervorgehoben.